# Hámori Ferenc
Hámori Ferenc (Budapest, 1972. október 14. –) válogatott labdarúgó, csatár.

## Pályafutása

### A válogatottban
1991 és 1998 között 9 alkalommal szerepelt a válogatottban és 1 gólt szerzett.

## Sikerei, díjai
- Magyar bajnokság
  - 2.: 2001–02
  - 3.: 1997–98

## Statisztika

### Mérkőzései a válogatottban
| Magyarország | Magyarország         | Magyarország                | Magyarország | Magyarország | Magyarország | Magyarország | Magyarország | Magyarország |
| #            | Dátum                | Helyszín                    | Hazai        | Eredmény     | Vendég       | Kiírás       | Gólok        | Esemény      |
| ------------ | -------------------- | --------------------------- | ------------ | ------------ | ------------ | ------------ | ------------ | ------------ |
| 1.           | 1991. december 4.    | León                        | Mexikó       | 3 – 0        | Magyarország | barátságos   | -            | 77'          |
| 2.           | 1991. december 8.    | San Salvador                | Salvador     | 1 – 1        | Magyarország | barátságos   | 1            | 35' 37'      |
| 3.           | 1992. szeptember 23. | Budapest, Üllői úti Stadion | Magyarország | 0 – 0        | Izrael       | barátságos   | -            |              |
| 4.           | 1992. október 11.    | Doha                        | Katar        | 1 – 4        | Magyarország | barátságos   | -            | 73'          |
| 5.           | 1992. október 13.    | Doha                        | Katar        | 1 – 1        | Magyarország | barátságos   | -            | 70'          |
| 6.           | 1993. április 15.    | Budapest, Népstadion        | Magyarország | 0 – 2        | Svédország   | barátságos   | -            | 45'          |
| 7.           | 1993. június 16.     | Reykjavík, Laugardalsvöllur | Izland       | 2 – 0        | Magyarország | vb-selejtező | -            | 67'          |
| 8.           | 1997. november 15.   | Belgrád                     | Jugoszlávia  | 5 – 0        | Magyarország | vb-selejtező | -            | 60'          |
| 9.           | 1998. október 14.    | Budapest, Népstadion        | Magyarország | 1 – 1        | Románia      | Eb-selejtező | -            | 74' 87′      |
|              | Összesen             |                             |              | 9            | mérkőzés     |              | 1            | gól          |